# 真蔭流
真蔭流（しんかげりゅう）とは、幕末に幕臣の今泉八郎柳定斎定智が天神真楊流・楠流拳法・荒木流捕手・関口新心流を合し長を抜き短を去り工夫して開いた柔術の流儀である。

## 歴史
今泉八郎は、豊前国中津で関口新心流と楠流拳法を教えていた今泉熊太郎柳雲斎源智明の門に入り柔術を修業した。
その後、江戸へ出て天神真楊流の流祖磯又右衛門柳関斎源正足と二代目の磯又一郎の門に入り天神真楊流の極意を究めた。さらに伊予国城主松平伊予守家臣の大木蔵之輔が荒木流棒術及び捕手術の名人ということを聞き遊歴して大木の門に入りその術を学んだ。
天神真楊流・楠流拳法・荒木流捕手・関口新心流を合し長を抜き短を去り工夫して真蔭流柔術を開いた。嘉永年間(1848年～1855年)に創始したとする説がある。
今泉は明治維新の際に彰義隊に加わり上野戦争で藩士を率いて戦い、また江戸へ帰った後さらに甲州へ赴いて官軍と戦った。その後、前橋藩主へ預けられの身となった。上野戦争後に東久世が市中取締りとして陣営を構え武道熟練の者を召し抱えるという建札を出したので、今泉八郎は仕合に全勝し召し抱えられる事となった。
1883年（明治16年）下谷警察署の柔術師範となり、下谷区同朋町一番地に演武館を創設し真蔭流を教授した。その門に入るものは五千人を超えたとされる。また、警視流拳法の制定に関わった。
1901年（明治34年）浅草区東仲町十三番地に大日本演武場という大道場を設立した。
今泉八郎は1906年2月2日（明治39年）に亡くなり、墓は東京都港区三田「長運寺」にある。
演武館二代目館主は養子の松本榮作が継いだが、松本が死去後は後継者がなく絶えてしまったとされる。以降、真蔭流柔術は今泉八郎から免許を受けた師範が東京都各地で伝承していった。
5代目の菅野久は滝沢常三郎柳幹斎と戸張喜兵衛柳振斎に師事し免許を得て道統を継いだ。この系統は平成頃まで古武道振興会に加盟しており各地で演武が行われていた。現在は菅野久から免許を受けた山田實'が埼玉県で伝承している。

## 真蔭流に関する話

### 渥美為亮の話
1911年（明治44年）渥美為亮は雑誌『探検世界』で自身の真蔭流道場公武館について寄稿している。
渥美為亮は今泉八郎から免許を受けた高弟であった。
明治維新前と明治44年現在の変化を一言に約すると、維新前の柔術は投げて抑えて縛さなければ勝ちとならなかったが、今日ではただ投げただけで勝負がつくようになった。これは嘉納治五郎の始めたもので、今日の柔道は嘉納流即ち講道館流である。
元来、講道館流は嘉納治五郎が天神真楊流と起倒流を折衷して創めたもので、最初は無月謝でどんどん練武者を養成したことにより今日の隆盛に導いた。以降は改良を加え今日の柔道は神秘的精神的から科学的に推移している。
渥美が最初柔術に足を踏み入れたのは書生の時代であり当時は身体が弱くて頭は文学的であった。ところが友人から「君のような人間は武術で身体と頭脳を練り直さねば駄目だ。」と忠告され柔道をやれと頻りに勧められた。
最初は反対して一向に気乗りがしなかったがふと思うところがあって、一つ柔道でも研究してみようと思い付き少しずつ型などを教わっていた。その頃、本郷の薬屋で田中義雄という男がおり渥美に対して柔術を競べようというので、やろうと言って立ち上がるやすぐに渥美は振り飛ばされてしまった。この時渥美は羽目板に頭を叩きつけてしまい悔しくてたまらず、せめて田中くらいできたらと思って師に話をすると、師は笑って「田中のは剛術だ。柔術とはこんなものをいうのだ。」と言って修行させてくれた。
その時初めて力が無くても柔道の達人になれるものだと知って練武の大決心をした。どうにかして田中を負かしてやりたいと思っていたので半年間夢中で修行した。そして師から「同じ手を一万遍やれ。」と言われたのに感じて大いに研究した。
ある日、田中と再度手合わせすることになった。立ち向かってみると田中は最早敵ではなくすぐに叩きつけてしまった。以降は柔道が面白くなり遂に大研究に身を委ねて今日に至ったという。

### 澤逸與の話
1893年（明治26年）澤逸與は13歳の時に今泉八郎の演武館に入門した。
真蔭流は幕末の志士の今泉八郎が創始した柔術であった。今泉八郎の教授法は形を主として乱捕を従としていた。澤逸與たち門人が稽古する際は必ず形をやらなければならなかった。形の稽古は師が受で弟子が捕であった。この形を稽古した後に乱捕に移るのが通例であった。
形は一刀両断の術で頗る精神的なものであり、乱捕は体育法としてよかったが武術の価値は寧ろ形にあったと澤逸與は記している。

### 堀田相爾の話
明治31年頃に今泉八郎の演武館に入門した堀田相爾（講道館柔道）によると、今泉は真蔭流柔術という一流の開祖であるに関わらず既に「柔道」という語を用いていたとされる。また目録以上の人達は大抵講道館柔道と関係があって段位を持っている人も数人いた。
明治31年当時の免許皆伝は山内豊景一人だけであったが山内は講道館とは関係がなかった。今泉八郎の演武館は維新以前の道場の形態をそのまま伝えており子弟の礼は厳格であった。今泉八郎の威容の厳として上段の座にいる姿が堀田の不動心の修養の根基の一つとなっていた。
今泉八郎は浅草にもう一つ道場を持っており平素は浅草で教えていた。三日に一度くらい下谷の演武館に来ていたが今泉は稽古をただ座って見ているだけであった。演武館では地方の修行者の訪問を受け入れていた。

### 高橋喜三郎の話
高橋喜三郎（講道館柔道九段）は16歳の頃に今泉八郎の演武館で稽古をしていた。
高橋によると今泉八郎は強くて巧かったため大変人気があり門人が5000人いたとされる。旧土佐藩主の山内豊景、松本栄作、渥美為亮、鷲尾春雄、田中泰雄などが免許を授けられた。
髙橋喜三郎は松本栄作が浅草奥山の興行で熊ヶ谷というずば抜けて強い力士と立ち合って勝ったのを見た。松本栄作は今泉八郎の後を継いで二代目となった人物で高橋喜三郎の先輩であった。
熊ケ谷は六尺(約180cm)三十数貫(約130kg)もあり、名だたる柔術家達が入れかわり立ちかわり掛ってもコロコロ投げてしまうのでこのままでは柔術家は全て腰抜けになってしまうと評判になった。松本栄作は五尺三寸(160cm)十六貫(60kg)の小兵であったが熊ヶ谷に挑戦した。いったいどうなることかと見ていると、松本は熊ケ谷を全く働かさず見事な足払いで立て続けに二本とって意気揚々と帰っていったという。興行には八百長があったかも知れないが飛び入り試合には許されず、真剣勝負で小兵が大兵を投げ飛ばした痛快事に市民は溜飲を下げたと。また高橋は六十年以上前に見た松本栄作の足払いに勝るものはまだいっぺんも見たことがないと記している。

### 宝井馬琴の話
宝井馬琴の渋川伴五郎の講演の中で今泉八郎について少し触れられている。
四代目の宝井馬琴は幼少から楊心流を学んでおり柔術の心得があった。
旧中津藩の今泉八郎は二代目磯又右衛門（磯又一郎）の門弟であり天神真楊流を見破って真蔭流を開いた。当時、今泉八郎自身は隠居して養子の今泉栄作が跡を継いでいた。柔術の活法には背活、襟活、睾活、相活といって四活があったが、真蔭流には今泉八郎が工夫した水活と死相活の二活を加えて六活あったという。

### 演武館大運動会
演武館では大運動会と称する運動会を定期的に開催していた。稽古着に袴を履き赤白の鉢巻を締め二隊に別れて勝敗を決するというものであった。

### 鈴木孫次郎の話
鈴木孫次郎は松戸の停車場より汽車に乗って下谷同朋町今泉演武館に至った。館員は約1000人集まっており各々稽古衣を着て出発を待っていた。出発が報じられると皆整列し市中音楽隊を先にし演武館大運動会と書かれた旗、日本国旗二旒、今泉門人と書かれた旗、他数十の旗を持って進んだ。
上野山下に達したところで円列を作りその中央で仕合を行った。それから半里進んで浅草の演武館出張所に至り一同演武館の万歳を三呼した。前日に新聞紙上で報道されたので観桜を兼ねて大運動会を見ようとする観客が山をなして立錐の地がなかった。
皆運動場に入り少しして旗奪いの源平の競争が始まった。この旗奪いは非常に激しいものであったという。
一人が衝き入って頭旗を奪おうとしたが数人に囲まれ必至になり投げたり蹴ったりして戦ったが遂に負けて陣に帰って気絶する者、数人隊をなして敵中に飛び入り九死に一生を得て陣に帰る者、未熟の弱者に向かって熟達した柔術家二三人で取り囲み悲鳴を聞いて囲みを解いた物、耳を傷つけられ歯を折られ鼻を落とされ降参するのを辱て咽喉を締められ絶息した者、各々稽古した術を行って優劣を争った。前者が一人を投げたと思ったら後者に圧せられ後者は前者に妨げられ共に勇を争い、恰も大魚が網に掛かったように観客が見ていた。
競争が終わり他に種々の稽古を行って演武館に帰った後、有志により懇親会が開かれ吟詩や剣舞などが行われた。

## 真蔭流の内容
源流の天神真楊流の技数は124手であったが、真蔭流では48手とコンパクトに纏め上げている。技そのものも、最初の段階では天神真楊流とほぼ同じ技もあるが、極意の段階では独自の内容となっている。
稽古方法については、明治以降に広まった講道館柔道と同様の乱取り法を伝えていた。
下記の形以外に、捕縄術、急所、当身、活法、口伝などが伝わっている。
初段手解　六手
片手取、振解、逆手、逆指、小手返、両手捕
初段居捕　十手
居別捕、送襟絞、襟絞、小太刀捕、抜合、両手捕、小手返、片手胸取、折込、引立
中段立合　十手
行違、捨身投、腕搦、歸投、打手留、壁副捕、前立取、襟投、面蔭、鐘木
中段投捨　十二手
行違、引込、背負投、水月、折敷投、捨身投、片手胸取、両手捕、右腰投、後捕、襟投、巻落
極意上段　十手
大太刀捕、車返、鷲蹴返、肩車落、小太刀留、小太刀詰、帯引、捨身投、櫓落、大太刀留
活法
背活法、襟活法、睾活法、水活法、總活法、死相脉法
地之巻
三箇之傳
対人心得之事、運気之事、金生水之事
八箇之極意
天頭、烏兎、霞、人中、獨鈷、秘中、松風、村雨
天之巻
五箇之傳
肢中、水月、稲妻、月陰、電光
七箇之極意
氣當、遠當、眼殈、水捕、狼縛、霧隠、九字誯
縄三手之極意
七寸縄、五寸縄、三寸縄

## 系譜
例として一部の系譜を以下に示す。 
- 今泉八郎柳定斎定智
  - 山内豊景
  - 今泉榮作(松本榮作)
  - 渥美爲亮柳心斎
    - 佐藤信二郎
    - 瀧澤常三郎柳幹斎源智翁（神道北窓流も学ぶ。品川に彰武館を開く）
      - 瀧澤勇
        - 瀧澤雪恵

      - 鈴木芳太郎
      - 福澤龍雄
      - 瀧澤愛喜
      - 瀧澤三郎
      - 芦葉菫一
      - 三上賢次郎
      - 菅野久
        - 山田實（鶴ヶ島弘武会）

    - 並木光太郎
      - 並木忠太郎
        - 秋本文武

    - 田中鶴次郎（起倒流も学ぶ）

  - 鷲尾春雄柳風斎 （鷲尾流を創始）
  - 鷲尾五郎
  - 田中泰雄
  - 須永力一郎
  - 宮田要之助
    - 山本重太郎
    - 高木愛次郎
    - 櫻井萬之介
    - 根本安太郎

  - 飯島本一
  - 戸張喜兵衛柳振斎
  - 江間俊一[11]
  - 堀田相爾（天神真楊流・講道館柔道も学ぶ）
  - 澤逸與（講道館柔道）
  - 結城扇三郎
  - 浅井英清（扱心流・竹内流・講道館などを学ぶ。）
  - 萩原廣治[注釈 4]
  - 高橋喜三郎（天神真楊流、楊心古流、講道館柔道九段）
  - 小糸源太郎
  - 能美金之助

流祖からの伝系が不明の人物
- 野口清（神道六合流を開く）
- 竹本正輝（日本講武會会長[12]）
  - 竹本輝虎（日本講武會師範）
    - 松岡仙次郎
- 山田鍛男（勢武館）
  - 椎木敬文（一技道を開く）